# Arno Heinrich
Arno Heinrich (geboren am 20. September 1929 in Stettin; gestorben am 16. Mai 2009 in Bottrop) war ein deutscher Autor, Grabungs- und Museumsleiter sowie Fossilien- und Mineralienexperte. Er bildete sich in der Zeit nach dem Zweiten Weltkrieg autodidaktisch zu einer auch international anerkannten Autorität vor allem für die eiszeitliche Fauna aus, und unter seiner Leitung baute das Bottroper Museum für Ur- und Ortsgeschichte, wie es bei seiner Verabschiedung in den Ruhestand hieß, die „umfassendste Eiszeitausstellung Europas“ auf.

## Leben und Wirken

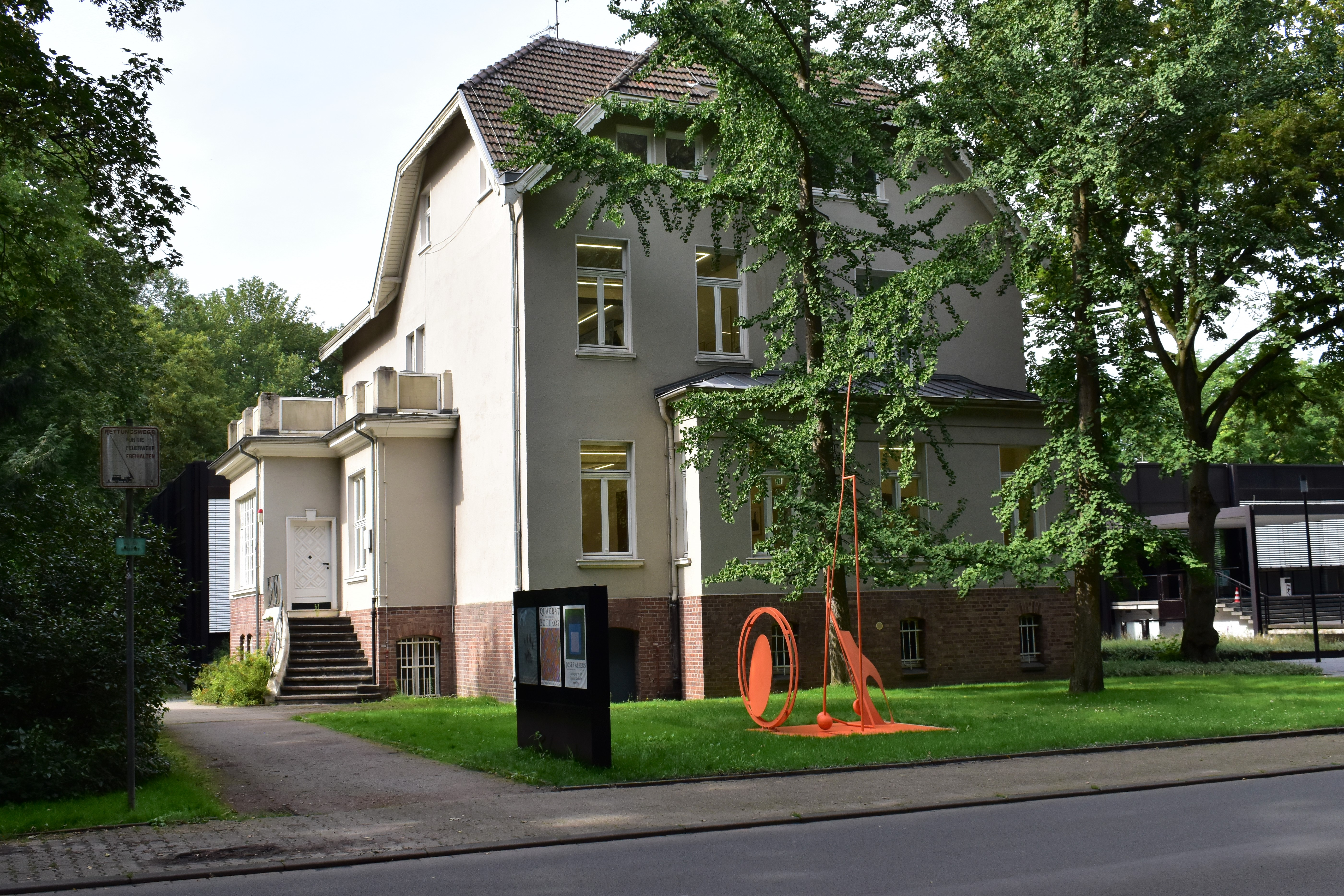
Ehemaliges Bottroper Heimatmuseum mit der Wohnung des Museumsleiters Arno Heinrich im Dachgeschoss (2023)

Der 1929 in Stettin geborene Arno Heinrich besuchte von 1936 bis 1944 die dortige Volksschule und anschließend für ein Jahr die Seeberufsfachschule in Wolgast. In der Nachkriegszeit arbeitete er von 1945 bis 1948 zunächst in Niedersachsen im Kreis Vechta in der Landwirtschaft. Anschließend fand er Beschäftigungen in Damme bei Oldenburg im Erzbergbau und ab 1951 auf den Zechen Rheinbaben und Prosper in Bottrop als Hauer im Steinkohlenbergbau, verbunden mit dem Besuch der Bergvorschule. Als Bergmann unter Tage wurde durch zufällige Funde seine Begeisterung für Mineralien, Fossilien und Erze wieder entfacht, für die ein Lehrer bereits in der Schulzeit sein Interesse geweckt hatte. Heinrich begann eine erste Sammlung zusammenzutragen und stellte seine Fundstücke 1954 in Bottrop-Ebel in einer Nissenhütte des Ledigen-Wohnheims aus. Dadurch wurde man bei der Stadtverwaltung auf ihn aufmerksam, und er erhielt 1955 als Hausmeister an der Körnerschule in Bottrop-Boy eine erste städtische Anstellung. In der Schule konnte er auch seine Fundstücke wieder ausstellen. Ein ehemaliger Schüler berichtete, dass Heinrich als Hausmeister an den Vitrinen Vorträge für die Schüler hielt und die älteren von ihnen auch zu Grabungen mitnahm. 1957 wurde Heinrich zum Pfleger für kulturgeschichtliche Bodenaltertümer für den Stadtkreis Bottrop ernannt, und ab 1958 leitete er offiziell die Grabungen auf dem Bottroper Stadtgebiet.
Von 1952 bis 1964 konnte Heinrich aus dem „Bottroper Mergel“ der Grube der Ziegelei Bremer, die mit bis zu 1500 Fossilien je Kubikmeter Gestein als fossilhaltigste und artenreichste Ablagerung in Deutschland galt, mehr als 5000 kreidezeitliche Fossilien von rund 400 Arten des Untercampan bergen. Zwischen 1956 und 1973 entdeckte er dort Reste von 13 Großammoniten, darunter 1971 ein beachtliches Bruchstück des größten jemals gefundenen Ammoniten mit einem ursprünglichen Durchmesser von fast 3 Metern. Heinrich baute so bereits im ersten Jahrzehnt seiner Tätigkeit eine der in Deutschland bedeutendsten Sammlungen vorgeschichtlicher und naturhistorischer Funde aus der Eiszeit auf.
1961 wurde Heinrich zum hauptamtlichen Leiter des in der alten Oberbürgermeistervilla am Bottroper Stadtgarten nach erheblichen Kriegsverlusten wieder gegründeten Heimatmuseums berufen, und er behielt diesen Posten bis zu seinem Eintritt in den Ruhestand im Jahr 1992. Hier bereitete er die Fundstücke für eine besuchergerechte Ausstellung zu Mineralogie, Geologie, allgemeiner Erdgeschichte, Zoologie, Botanik, Vor- und Frühgeschichte wie auch Stadtgeschichte und Volkskunde auf und setzte sich zugleich für eine Ausweitung der beengten Ausstellungsfläche ein.
Ein großer Erweiterungsbau, der im September 1976 eröffnet werden konnte, ließ nicht nur einen Museumstrakt für moderne Kunst (Quadrat), sondern – mit Unterstützung einer Bürgerinitiative – unmittelbar neben dem historischen Museumsgebäude auch die 21 m mal 21 m große „Eiszeithalle“ entstehen, und das Museum wurde in „Museum für Ur- und Ortsgeschichte – Quadrat“ umbenannt. Die bis 1975 zusammengetragenen, in den Ausstellungsräumen und im Magazin des Museums verwahrten Knochenreste von über 7000 eiszeitlichen Tieren aus dem Emschertal um Bottrop wurden zum Magneten für Wissenschaftler aus der ganzen Welt, die sie für ihre Forschung nutzen.
Zu Heinrichs besonderen Funden gehören: das 1958 in Gladbeck geborgene einzige fast vollständig erhaltene Waldwisentskelett Europas, das in die Sammlung des Geologisch-paläontologischen Museums der Westfälischen Wilhelms-Universität Münster aufgenommen wurde; des Weiteren im Jahr 1963 ein Saiga-Antilopenschädel sowie im Jahr 1975 in Haltern der größte vollständig aufgefundene Schädel eines Mammutbullen mit vollständig erhaltenen Stoßzähnen; außerdem das allerödliche Skelett eines Elches, 1979 in Dinslaken sichergestellt, und ein komplettes Seekuhskelett, geborgen 1988 in Bottrop. Im Bottroper Emschertal wies Heinrich die Überreste von 72 Mammuts, 102 Wollnashörnern, 37 Wisenten und 75 Riesenhirschen nach. Darüber hinaus sicherte er 1973 einen Neandertalerrastplatz auf Bottroper Gebiet und führte ebenfalls in Bottrop Ausgrabungen eines bronze- und eisenzeitlichen Brandgräberfeldes durch, auf dem er von 1973 bis 1992 über 100 Urnen freilegte. Wesentliche Fundstücke, darunter neben dem Mammutschädel und dem Antilopenschädel auch das Skelett eines Höhlenbären und der Milchzahn eines Mammutbabys, verblieben auch dank Heinrichs Engagement in Bottrop und sind heute in der „Eiszeithalle“ versammelt.

## Ämter und Auszeichnungen
Als Quereinsteiger und Autodidakt erwarb sich Heinrich national und international hohes Ansehen in der Wissenschaft. Er veröffentlichte Aufsätze und Bücher über seine Ausgrabungen und pflegte Kontakte zu Museen, Universitäten und internationalen Institutionen.
- 1982 wurde er zu den Kongressen der International Union for Quaternary Research (INQUA) nach Moskau und Jakutsk eingeladen.[1]
- 1983 wurde ihm für seine Verdienste um die Erforschung der Geschichte Bottrops die Stadtplakette verliehen.[1][4]
- Von der Historischen Gesellschaft Bottrop, deren Mitbegründer Arno Heinrich war, wurde er 1989 mit dem Willy-Jäger-Preis ausgezeichnet.[9]
- Ebenfalls 1989 erhielt Heinrich die nach Karl Alfred von Zittel benannte Zittel-Medaille der Paläontologischen Gesellschaft der Universität Bonn.[1]
- Auch die Ehrennadel der Universität Leipzig wurde ihm 1989 verliehen.[1]
- Die Mitglieder der Vereinigung Westfälischer Museen ernannten Heinrich 1991 zum Ehrenmitglied auf Lebenszeit.[1]
- Mehrfach wurde er in den Vorstand der Vereinigung Westfälischer Museen gewählt und gehörte dem Gremium insgesamt 15 Jahre als Beisitzer an.[1]
- 1997 verlieh ihm Nordrhein-Westfalens Ministerpräsident Johannes Rau den Landesorden.[9]
- Zum Ausscheiden aus dem Dienst als Museumsleiter wurde ihm 1992 die Festschrift Urgeschichte im Ruhrgebiet – Festschrift Arno Heinrich, herausgegeben von E.B. Krause und B. Mecke, erschienen als Band 17 der Reihe der Historischen Gesellschaft Bottrop, gewidmet. Die Festschrift, die auch eine Bibliographie von Heinrichs Schriften enthält, erlebte bereits 1994 eine zweite Auflage.

## Veröffentlichungen (Auswahl)
- mit Thomas Schulte im Walde: Quadrat Bottrop. Museum für Ur- und Ortsgeschichte. Hornburg: Hagenberg-Verlag 1980, ISBN 3-922541-05-4.
- Die Eiszeiten (= Unterricht in westfälischen Museen, Heft 13). Münster: Landschaftsverband Westfalen-Lippe 1983, ISBN 3-923432-13-5.
- Großsäugetiere des Eiszeitalters (= Westfalen im Bild. Reihe Naturgeschichte in westfälischen Museen, Heft 1) 1985.
- Geologie und Vorgeschichte Bottrops (= Geschichte Bottrops, Band 1). Bottrop: Historische Gesellschaft 1987.
- Die Geschichte der Ziegeleien in Bottrop und Kirchhellen (= Beiträge zur Bottroper Geschichte, Band 33). Bottrop: Historische Gesellschaft 2004.